# Gran Ordenanza de 1357

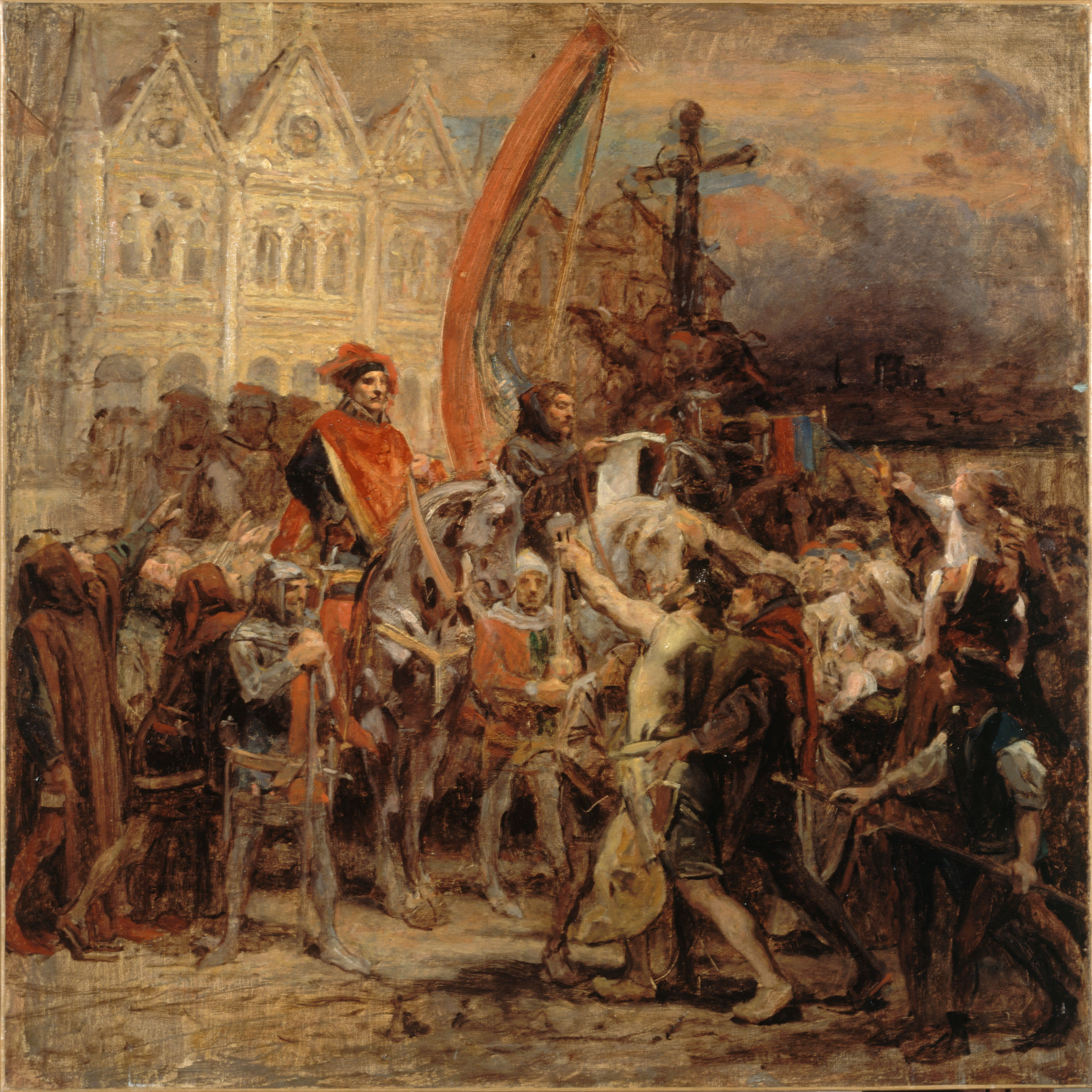
Boceto de un cuadro de Diogene Maillart (1883): Etienne Marcel y la Gran Ordenanza de 1357. Musée des Beaux-Arts de la ville de Paris

La Gran Ordenanza de 1357 fue una tentativa, liderada por Étienne Marcel, de establecer el control sobre la monarquía francesa, particularmente en materia fiscal y monetaria.

## Contexto histórico
En Francia, el inicio de la Guerra de los Cien Años fue catastrófico y el poder real había sido muy cuestionado desde la derrota en Crécy en 1346. En efecto, Felipe VI había sido elegido por los pares de Francia en detrimento de Juana II de Navarra. La hija de Luis X de Francia, menor de edad, había sido apartada del trono francés en beneficio de sus tíos Felipe V y Carlos IV y, finalmente, del primo de ellos, Felipe de Valois. Todos se consideraban más próximos a Felipe IV que ella.
Fue en virtud de esta sentencia que Eduardo III de Inglaterra, nieto de Felipe IV a través de su madre Isabel, reclamó la corona de Francia. Del mismo modo, Carlos II de Navarra, hijo de Juana II, también cree poder reclamar el trono como nieto de Luis, conde de Évreux, en el mismo nivel que Felipe VI a través de su padre Carlos de Valois, ambos hermanos de Felipe IV de Francia. En el caso de Carlos II se sumaban las dos líneas progenitoras.
En esta época, la nobleza justificaba la gracia divina de su poder mediante una conducta caballeresca, especialmente en el campo de batalla. Sin embargo, Crécy fue un desastre contra un ejército que, a priori, se presentaba muy inferior numéricamente. Sin embargo, Felipe VI huyó, poniendo en entredicho la legitimidad divina de los Valois. Este descrédito se vio agravado por la gran hambruna surgida en 1347, que afectó fundamentalmente a Francia, Italia y España, que propiciará poco después la aparición de la gran peste en 1348 procedente de la India, corroborando la idea de que esta dinastía estaba abandonada por Dios. Por lo tanto, Eduardo III y Carlos II de Navarra vieron la oportunidad de rentar sus respectivos derechos sobre la corona de Francia y la utilizaron para seducir a las ciudades que esperaban una institución monárquica controlada.
En 1356, en la batalla de Poitiers, el rey Juan II de Francia, no queriendo huir como había hecho su padre en Crécy, luchó heroicamente y cayó prisionero de los ingleses, aunque ganó un enorme prestigio. Su hijo el delfín Carlos, que pudo abandonar el campo de batalla, asumió la regencia e intentó negociar con Inglaterra. Los mercenarios desmovilizados deambulan saqueando el campo: son las grandes compañías. Para evitarlo, el delfín propone crear un ejército permanente de 30 000 hombres. Pero eso exigía imponer nuevos impuestos y la necesidad de convocara los Estados Generales para ello.

## Los Estados Generales
Étienne Marcel, preboste de los comerciantes de París, se convirtió en jefe del tercer Estado durante los Estados Generales de 1355 y 1356. En 1355, se retoma la Guerra de los Cien Años; para financiar el ejército, Juan II de Francia debe convocar los Estados Generales que desconfían mucho de la gestión de las finanzas públicas (escaldados por las devaluaciones provocadas por las mutaciones monetarias) y sólo aceptan la supresión de un impuesto sobre la sal (gabela) si los Estados Generales pueden controlar la aplicación y el uso de los fondos recaudados. Los funcionarios que recaudarán el impuesto deben ser designados por los Estados Generales y diez diputados deben entrar en el consejo del rey para controlar las finanzas. Esta ordenanza fue ratificada el 28 de décembre de 1355.
La batalla de Poitiers tuvo lugar el 19 de septembre de 1356. Juan II está a punto de vencer, pero es hecho prisionero junto con uno de sus hijos menores, Felipe II de Borgoña: es un nuevo desastre.
Los inicios de la regencia del Delfín Carlos son difíciles: sólo tiene 18 años, poco prestigio personal (sobre todo porque abandonó el campo de batalla de Poitiers a diferencia de su padre y de su hermano Felipe II de Borgoña), poca experiencia y debe cargar sobre sus hombros el descrédito de los Valois. Se rodea de miembros del consejo del rey de su padre, que son muy criticados. 
Nada más llegar a París, diez días después de la batalla, convocó los Estados Generales de la Langue d'oïl para el 17 de octubre de 1356. Los diputados del tercer estado eran 400. El delfín enfrentará una fuerte oposición: Étienne Marcel al frente de la burguesía y los aliados de Carlos II de Navarra agrupados en torno a Robert Le Coq, obispo de Laon que «en los Estados de 1357 pronunció la famosa arenga en que, después de trazar el cuadro de los males que atenazaban a la nación como la dilapidación de las finanzas, la prevaricación de los jueces, la ligereza de la corte, acusó a veintidós oficiales del rey de ser los causantes de tantos males.»
En el seno de los Estados Generales, un comité de 80 miembros, formado por iniciativa suya (para facilitar los debates), apoya sus reivindicaciones. Los Estados Generales declararon al delfín lugarteniente del rey y defensor del reino en ausencia de su padre y le asignaron un consejo de veintiocho miembros, doce nobles, doce burgueses y cuatro clérigos, según lo previsto por el ordenanza de 1355.
En el siglo XIX, el romanticismo invitará a ciertos autores a pensar que París, en este movimiento, se había convertido en una verdadera república, de la que Marcel era el verdadero líder.  Étienne Marcel busca reformar el gobierno y la administración del reino.
Para poder recaudar nuevos impuestos exigió la destitución de los siete concejales más comprometidos y la liberación del rey de Navarra. En estas condiciones, los Estados están dispuestos a votar durante un año una ayuda de un décimo y medio sobre el conjunto de los ingresos de los tres órdenes. Sin poder suficiente para rechazar inmediatamente estas propuestas, el delfín pospuso su respuesta (pretextando la llegada de mensajeros de su padre), destituyó a los Estados Generales y abandonó París hacia Metz, donde rindió el debido homenaje a su tío materno, el emperador Carlos IV, por el dominio del Delfinado. Pero, necesitado de dinero, pronto se encontró a merced de los prebostes de comerciantes que aprovecharon el movimiento de indignación provocado por la nueva ordenanza de mutación monetaria publicada el 10 de diciembre de 1356 e hizo que todas las corporaciones tomaran las armas; tuvo que aceptar la destitución de sus consejeros, cancelar la mutación de moneda y los estados generales son convocados para principios de febrero de 1357. El 3 de marzo, después de acalorados debates, el delfín aceptó la promulgación de la «gran ordenanza» que había sido votado el 28 de diciembre durante los Estados Generales de 1355 y que su padre había ratificado justo antes de partir en campaña contra los ingleses en el verano de 1356.

## La ordenanza
El texto de esta ordenanza contiene 61 artículos. Menos riguroso que el de diciembre de 1355, es el esbozo de una monarquía controlada y de un vasto plan de reorganización administrativa. Precisa que una comisión de depuración compuesta por veintiocho diputados, entre ellos doce burgueses, se encargará de destituir a los funcionarios infractores (y en particular a los recaudadores de impuestos sin escrúpulos). Los culpables serán condenados y confiscados sus bienes. El Delfín renuncia a cualquier imposición no votada por los Estados Generales y acepta la creación de un consejo de vigilancia de 36 miembros que se pone inmediatamente en condiciones de ejecutar un programa de reformas. Seis representantes de los estados entran en el consejo real, que se convierte en consejo de tutela, la administración real será supervisada de cerca: las finanzas y, en particular, los cambios monetarios y los subsidios extraordinarios serán controlados por los estados. La ordenanza también prevé una moneda fija, los nobles ya no deben estar exentos de impuestos, debe abolirse el derecho de requisición de los señores y protegerse el forraje y los caballos del saqueo. A cambio de estas medidas, las ciudades proporcionarán un hombre de armas por cada cien hogares. Cinco días después de la promulgación de la ordenanza, casi todos los consejeros reales del momento fueron exiliados, los miembros del parlamento y la cámara de cuentas renovados, los funcionarios de justicia y finanzas destituidos y creado el tribunal de ayuda.
Pero la ejecución de esta orden será rápidamente bloqueada. La comisión de purificación se nombra pero sólo funciona durante 5 meses. Los recaudadores de impuestos designados por los estados encontraron la hostilidad de los campesinos y artesanos pobres. Los seis diputados que entraron en el consejo de vigilancia eran minoría y los Estados Generales carecían de experiencia política para controlar permanentemente el poder del delfín que, al adquirir experiencia, recuperó el apoyo de los funcionarios. Los viajes frecuentes, costosos y peligrosos en la época, desanimaron a los diputados provinciales y los estados fueron cada vez menos representativos. Poco a poco, sólo la burguesía parisina llegó a sentarse en las asambleas.
Finalmente, el rey Juan II de Francia, manteniendo un gran prestigio y acabando de firmar una tregua de dos años con los fiscales del Príncipe de Gales, desautorizó al delfín y desde su prisión de Burdeos, prohibió la aplicación de la ordenanza de reforma del 6 de abril de 1357. Étienne Marcel y Robert Le Coq protestaron ante el delfín que, sintiéndose apoyado por las provincias, que no seguían el movimiento marcado por la población parisina, prohibió en agosto al preboste y a sus miembros inmiscuirse en el gobierno, porque pretendía gobernar solo. Le Coq se retiró a su obispado, pero el preboste, que permaneció en París, aprovechó la partida del delfín Carlos, que había convocado a los estados fuera de la capital, para organizar la revuelta. Por tanto, pensó en enfrentar a la rama gobernante de los Valois con otra rama de la Casa de Francia y encontró en la persona del rey de Navarra, Carlos II, un pretendiente dispuesto a ello. 
Un golpe de mano combinado del preboste de los comerciantes sacó al rey de Navarra del castillo de Ailleux donde estaba detenido, y el delfín, regresado a París sin dinero, tuvo que convocar nuevamente a los estados para el 7 de noviembre; bajo presión de los líderes populares, concedió a su cuñado un salvoconducto y autorización para regresar a París. El 13 de enero de 1358, los estados se reunieron nuevamente; pero casi ningún noble iba allí y muy poca gente de la iglesia. Los diputados se marcharon sin poder ponerse de acuerdo sobre los medios para conseguir subvenciones. El 23 de enero siguiente, el delfín dicta una orden que le autoriza a devaluar la moneda. Étienne Marcel, al constatar el fracaso de la instauración de una monarquía controlada por la legislación, intentará hacerla proclamar por la fuerza. No cuestiona la necesidad de tener un soberano, pero debe llegar a un acuerdo con quien le dará más poder. Oscilará entre la supuesta debilidad del delfín y la ambición de Carlos II de Navarra.
Por su parte otro de los protagonistas, Robert Le Coq, que, tras la reconciliación del 1 de octubre de 1357 en Saint Remi entre parisinos y el delfín, había sido nombrado consejero real, servirá de víctima propiciatoria en los Estados de Compiègne, de mayo de 1358, donde esta vez sí se presentó la mayoría del estado noble buscando focalizar su fustración en alguien «y la encontró en Le Coq; le exigieron responsabilidades a él por asesinatos de militares y al delfín le urgieron para que lo expulsara del Consejo Real.» A pesar de los intentos por evitarlo de Carlos II de Navarra y de Étienne Marcel, «la asamblea de Compiègne redactaba contra él una formidable acta de acusación de 14 artículos.»